# Marton Zsolt
Marton Zsolt (Budapest, 1966. március 26. –) magyar római katolikus pap, váci püspök.

## Pályafutása
Középiskolai tanulmányait a kecskeméti Piarista Gimnáziumban végezte. 1988-ban szerzett tanítói diplomát a Zsámbéki Tanítóképző Főiskolán. Veszprémben kezdte meg a teológiai tanulmányait 1992-ben, majd a váci püspök Győrbe küldte őt. Ezután Budapestre került, a Központi Papnevelő Intézetbe. 1998-ban szerzett teológus diplomát a Pázmány Péter Katolikus Egyetem Hittudományi Karán. 1998. június 20-án Vácon szentelte pappá Keszthelyi Ferenc váci püspök.
A Központi Papnevelő Intézet rektoraként is szolgált.

### Püspöki pályafutása
2019. július 12-től a Váci egyházmegye megyéspüspöke. Augusztus 24-én szentelte püspökké a váci székesegyházban Erdő Péter esztergom-budapesti érsek, Michael August Blume magyarországi apostoli nuncius és Beer Miklós nyugalmazott váci püspök segédletével.

## Művei
- A megtérés útja. Elmer István beszélgetése Marton Zsolt váci megyéspüspökkel; Szt. István Társulat, Budapest, 2020 (Pásztorok)